# Orphnodula argyrosterna
Orphnodula argyrosterna är en skalbaggsart som beskrevs av Schmidt 1922. Orphnodula argyrosterna ingår i släktet Orphnodula och familjen långhorningar. Inga underarter finns listade i Catalogue of Life.